# Solveur
Un solveur est un logiciel permettant de calculer et de fournir le résultat d'un problème après son transcodage dans un langage informatique.
Il se présente sous la forme d'une application web ou standalone, d'une bibliothèque logicielle, d'un composant d'un logiciel mathématique...

## Applications
Un solveur calcule la solution à un problème explicité sur un support informatique.
Les solveurs sont notamment présents dans les programmes ou module logiciels de simulation informatique qui reposent sur un maillage préalable d'un système physique. Ils exploitent typiquement des méthodes d'éléments finis (appliqués par exemple à la dynamique de systèmes), de volumes finis (ex. : mécanique des fluides numérique) et de différences finies.
Les tableurs peuvent comprendre des solveurs, modules qui permettent par exemple l'optimisation ou l'allocation de ressources, en identifiant parmi une plage de valeurs celles pour lesquelles un résultat attendu est optimal (maximal ou minimal typiquement).